# Девоатин D.1
Девоатин D.1 (фр. Dewoitine D.1) је француски ловачки авион. Авион је први пут полетео 1922. године. 

## Пројектовање и развој
Авион Девоатин D.1 је пројектовао инжењер Емил Девоатин као први авион откако је основао властиту фирму за пројектовање авиона CAED (фр. Constructions Aeronautiqes Emile Dewoitine) октобра месеца 1920. године. Био је једноседи ловац парасол конципиран још 1919. године и требало је да замени ислужене ловце заостале иза Првог светског рата. Први прототип је полетео 18. новембра 1922. године. У току пројектовања авион је претрпео две значајне измене, које су означене као D.1bis и D.1ter овај други модел је прихваћен за серијску производњу као модел из 1924. године. Родоначелник је читаве серије ловачких авиона од D.1 до Девоатин D.27.

### Технички опис
Авион Девоатин D.1 је једнокрилни - висококрилац, једносед, металне конструкције.
Труп авиона је био металне конструкције (дуралуминијумске цеви спојене закивцима) и обложен дуралуминијумским лимом. Иза крила у трупу авиона се налазила отворена пилотска кабина.
Авион је у кљуну имао течношћу хлађен линијски мотор V распореда цилиндара Hispano-Suiza 8Fb снаге 300 КС. Покретала га је дрвена двокрака елиса фиксног корака. Хладњак течности за хлађење мотора је био причвршћен за непоктретан део ногу стајног трапа и био је у облику ваљака.
Крило је било четвртастог облика металне конструкције од дуралуминијума пресвучено платном. Са по две косе упорнице, свако крило је било ослоњено на труп авиона.
Авион је имао фиксни стајни трап конвенционалне конструкције са два предња точка постављана на осовину и еластичну дрљачу као трећу ослону тачку авиона испод репа авиона. У зимском периоду уместо точкова су на стајни трап монтиране скије. Амортизација стајног трапа је била помоћу гумених ужади (сандова).  Нос авиона и репни део авиона је више заобљен а репно пераје угаоног облика.

## Оперативно коришћење
Неколико земаља је користило авион Д.1 то је пре свега била Француска која је за своју морнаричку авиацију наручила 40 примерака ових авиона, од чега је 15 авиона служило на носачу „Берн“. Швајцарска је купила 2 примерка а Јапан и Италија по један примерак. Италијанска фирма Анасалдо је купила лиценцу за производњу ових авиона и произвела је 112 комада који су представљали окосницу ловачке авијације Италије до 1929. године. Авион произведен у Италији имао је назив Ансалдо AC2 на тај начин је Италија постала највећи корисник авиона Девоатин D.1.

### Оперативно коришћење у Војном ваздухопловству Краљевине Југославије
Југославија је купила 45 примерака ових авиона, један из пред серије модел 1924. година који је био на испитивању у ВВ и 44 серијски произведена примерка који су испоручивани у току 1925. године а у оперативну употребу су ушли у току 1926. године. Авиони су били у саставу 101.102.103 и 104. ескадриле стациониране на аеродрому у Земуну и 107 и 108. ескадриле стациониране на аеродрому у Загребу. У току експлоатације ових авиона је констатовано да су авиони из серијске производње били лошији од демонстрационог примерка на основу кога је авион изабран. Након неколико несрећа са овим авионом, на захтев команде ВВ КСХС инж. Душан Станков извршио је 1929. године детаљну ревизију статичког прорачуна, пројектовао нови хоризонтални стабилизатор, дотерао центражу авиона и извршио одређена појачања структуре авиона. Обиман посао модификације авиона Девоатин D.1 извршио је земунски Икарус. Није тачно утврђен број овако модификованих авиона али према неким проучавањима тај број је износио око 37 авиона. Мада је значај авиона Девоатин D.1 умањен увођењем у наоружање ловачких авиона Авиа BH-33 он се у наоружању ВВ КСХС одржао све до 1937. године као авион за обуку и тренажу пилота у акробатским летовима.

## Наоружање
| Наоружање авиона: Девоатин     |     |
| Ватрено (стрељачко) наоружање  |     |
| Топ                            |     |
| Митраљез                       |     |
| Број и ознака митраљеза        | 2   |
| Калибар                        | 7,7 |
| Бомбардерско наоружање (бомбе) |     |
| Ракетно наоружање (ракете)     |     |

## Земље које су користиле овај авион
| - Швајцарска - Француска - Јапанско царство - Краљевина Југославија - Краљевина Италија - Чехословачка |